# 佐世保市立清水中学校
佐世保市立清水中学校（させぼしりつ しみずちゅうがっこう）は、長崎県佐世保市万徳町にある公立の中学校。 略称は、「清中」（しみちゅう）。

## 概要
歴史
学制改革の行われた1947年（昭和22年）に新制中学校として創立。2017年（平成29年）に創立70周年を迎える。
校区
住所表記で佐世保市の後に「保立町、宮田町、俵町、梅田町、清水町、城山町、中通町、石坂町、福田町、万徳町、八幡町、谷郷町、浜田町、相生町、天満町、高砂町、木場田町、比良町、元町、上町、長尾町、園田町、泉町、西大久保町、東大久保町、横尾町、春日町、小野町（一部）」が続く地域。小学校区は佐世保市立清水小学校・佐世保市立大久保小学校・佐世保市立春日小学校（一部））。
校訓
「凛と在れ」
校章
鏡と月桂樹、「中」の文字を組み合わせたデザインとなっている。
校歌
1951年（昭和26年）に制定。作詞は上田英夫、作曲は堀内敬三による。歌詞は3番まであり、各番に校名の「清水中学校」が登場する。

## 沿革
- 1947年（昭和22年）
  - 4月1日 - 学制改革（六・三制の実施）により、新制中学校「佐世保市立清水中学校」（現校名）が創立。
    - 保立町にあった旧・日本陸軍重砲兵連隊宿舎跡（現在地）を仮校舎とする。初代校長に寺崎嘉之が就任。

  - 5月16日 - 開校記念式典を挙行。
- 1948年（昭和23年）4月1日 - 普通教室を増築。
- 1949年（昭和24年）4月20日 - 普通教室を増築。
- 1951年（昭和26年）
  - 4月10日 - 特別教室を増築。
  - 11月21日 - 校歌・校旗を制定。
- 1957年（昭和32年）4月 - 特殊学級（佐世保市立くすのき学園）が併設される。
- 1958年（昭和33年）- 鉄筋コンクリート造新校舎（第一期）が完成[2]。
- 1959年（昭和34年）- 鉄筋コンクリート造新校舎（第二期）が完成[2]。プールが完成[3]
- 1960年（昭和35年）- 鉄筋コンクリート造新校舎（第三期）が完成[2]。
- 1961年（昭和36年）- 体育館が完成[3]。
- 2006年（平成18年）4月1日 - 2学期制を開始。
- 2013年（平成25年）9月 - 完全給食を開始。

## 交通アクセス
最寄りの鉄道駅
- 松浦鉄道（MR）西九州線 「北佐世保駅」

最寄りのバス停
- 西肥バス（させぼバスも含む）「宮田町」「城山町」「保立町」バス停

最寄りの幹線道路
- 国道204号

## 周辺
- 長崎県立佐世保北高等学校
- 長崎県立佐世保中央高等学校
- 佐世保市立清水小学校（旧・佐世保市立八幡小学校）
- 佐世保市総合教育センター・少年科学館（旧・佐世保市立保立小学校）
- 佐世保市役所
- 県北振興局

## 参考資料
- 「佐世保市史 教育篇」（1953年（昭和28年）11月20日発行, 佐世保市役所）
- 「佐世保市政70年史（下巻）」（1975年（昭和50年）3月10日発行, 佐世保市）p.103,105